# Eurídice (filla de Lacedèmon)
D'acord amb la mitologia grega, Eurídice (en grec antic Εὐρυδίκη) va ser una princesa espartana, filla de Lacedèmon i d'Esparta, la filla d'Eurotas.
Casada amb Acrisi, rei d'Argos, va ser mare de Dànae. Eurídice va fer construir a Esparta un temple dedicat a Hera.